# الحزب الشيوعي للاتحاد السوفيتي (1992)
الحزب الشيوعي للاتحاد السوفيتي (بالروسية: Коммунистическая Партия Советского Союза)‏ هو حزب سياسي يقوده سيرجي سكفورتسوف في دول الاتحاد السوفيتي السابق. تأسس الحزب في عام 1992 في ما يسمى المؤتمر التاسع والعشرين للحزب الشيوعي للاتحاد السوفيتي، والذي استبعد، من بين إجراءات أخرى، الرئيس السابق ميخائيل جورباتشوف من الحزب المشكل حديثًا. يدعي الحزب أنه وريث الحزب الشيوعي السوفيتي الأصلي ومن بين أهدافه استعادة الاتحاد السوفيتي. أطلق الحزب العديد من المجموعات الأمامية، مثل لجنة عموم روسيا للدفاع عن الكوريلس وحركة العدالة الاجتماعية ولجنة الإضراب الإقليمية. المنشور المركزي للحزب هو جريدة الشعب. يعمل سكفورتسوف كسكرتير أول للجنة المركزية للحزب وكذلك رئيس تحرير الصحيفة.

## روابط خارجية
- الموقع الرسمي
 باللغة الروسية